# Kampinoska epopeja
Kampinoska epopeja – polski film dokumentalny z 2001 w reżyserii Aliny Czerniakowskiej.
Film o zorganizowanym przez ludność polską ruchu oporu na terenie Puszczy Kampinoskiej podczas II wojny światowej. Wykorzystano materiały zarejestrowane podczas wywiadów przeprowadzonych z mieszkańcami, którzy pomagali polskim żołnierzom. Film został nagrodzony na Międzynarodowym Katolickim Festiwalu Filmów i Multimediów w Niepokalanowie w 2002 (III nagroda).